# Wilde Harten
Wilde harten is een Nederlandse film uit 1989 van Jindra Markus (1949). Het is gebaseerd op een scenario van hemzelf. De film heeft als internationale titel Wild hearts.

## Rolverdeling
| Acteur                   | Personage                      |
| ------------------------ | ------------------------------ |
| Alison                   | Alexandra van Marken           |
| Quinten                  | Han Oldigs                     |
| Martin                   | Herbert Flack                  |
| Primo                    | Wim van Rooij                  |
| Tommie                   | Frank Schaafsma                |
| Ormas                    | Joop Doderer                   |
| Dora                     | Andrea Domburg                 |
| Handlangers              | Tom de Ket                     |
| Handlangers              | Yorick van Wageningen          |
| Cabaretiers              | Dries Smits                    |
| Cabaretiers              | René van Asten                 |
| Cabaretiers              | Fred Florusse                  |
| Choreograaf              | Hein Boele                     |
| Verpleegster             | Tingue Dongelmans              |
| Arts                     | Ronald Beer                    |
| Journalist               | Rob Fruithof                   |
| Politieman in ziekenhuis | Ab Abspoel                     |
| Heilssoldate             | Rita Veth                      |
| Eigenaar strandtent      | Fred Vaassen                   |
| Visser / afficheplakker  | Coen van Vrijberghe de Coningh |
| Makelaar                 | Marnix Kappers                 |
| Hoertje                  | Rosita Steenbeek               |
| Operatieassistent        | Stefan de Vries                |